# Берёзовка (Боготольский район)
Берёзовка — деревня в Боготольском районе Красноярского края России. Входит в состав Юрьевского сельсовета. Находится на правом берегу реки Айдат (приток реки Четь), примерно в 27 км к северо-западу от районного центра, города Боготол, на высоте 222 метров над уровнем моря.

## Население
| 2010 |
| ---- |
| 110  |

По данным Всероссийской переписи, в 2010 году численность населения деревни составляла 110 человек (57 мужчин и 53 женщины).

## Улицы
Уличная сеть деревни состоит из 8 улиц.